# Maud-Éva Copy
Maud-Éva Copy (* 6. November 1992 in Brest, Frankreich) ist eine ehemalige französische Handballspielerin, die dem Kader der französischen Beachhandball-Nationalmannschaft angehörte.

## Karriere

### Im Verein
Maud-Éva Copy begann das Handballspielen im Alter von 12 Jahren beim französischen Verein Locmaria Handball. Im Jahr 2011 wechselte sie zu Arvor 29. Ein Jahr später musste der Verein Konkurs anmelden und startete daraufhin unter dem Namen Brest Penn Ar Bed in der dritthöchsten französischen Spielklasse. 2014 stieg die Außenspielerin mit dem Verein in die zweithöchste Spielklasse auf. Daraufhin benannte sich der Verein in Brest Bretagne Handball um. Zwei Jahre später gewann sie mit Brest Bretagne als erster Zweitligist den französischen Pokal. Im selben Jahr stieg sie mit Brest in die höchste französische Spielklasse auf.
Copy wurde nach dem Aufstieg französische Vizemeisterin und erreichte im EHF-Pokal das Viertelfinale. In der folgenden Spielzeit wiederholte sie diese Erfolge und gewann zusätzlich den französischen Pokal. In der Saison 2019/20 lief sie für den Ligakonkurrenten Bourg-de-Péage Drôme Handball auf. Daraufhin schloss sie sich Metz Handball an. Zur Saison 2021/22 wechselte Copy zum französischen Zweitligisten Noisy-le-Grand Handball, für den sie zwei Jahre auflief.

### In der Beachhandballnationalmannschaft
Maud-Éva Copy läuft für die französische Beachhandballnationalmannschaft auf. Bei der Beachhandball Euro 2017 belegte sie mit Frankreich den 9. Platz. Mit 95 Punkten erzielte sie die meisten Punkte für die französische Auswahl. Bei der Beachhandball Euro 2019 belegte Frankreich den 13. Platz, wobei sie mit 76 Punkten wiederum die meisten Punkte für ihre Mannschaft erzielte. Copy nahm weiterhin an der Beachhandball Euro 2023 teil.